# Менсгайм
Менсгайм (нім. Mönsheim) — громада в Німеччині, знаходиться в землі Баден-Вюртемберг. Підпорядковується адміністративному округу Карлсруе. Входить до складу району Енц.
Площа — 16,78 км2. Населення становить 2903 ос. (станом на 31 грудня 2020).